# Andeyes

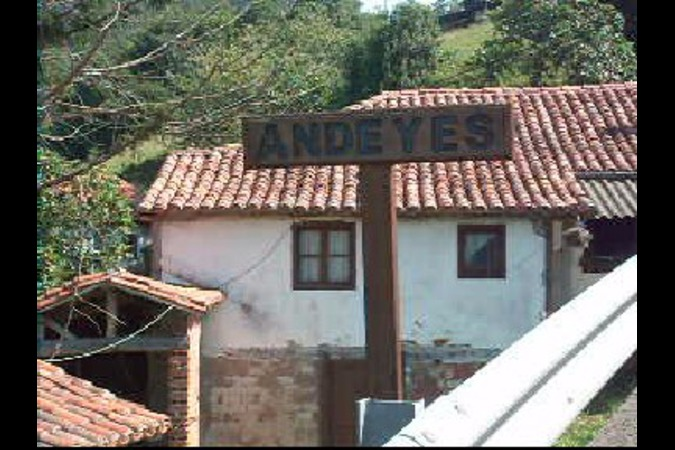
Cartel de Andeyes a la entrada de la aldea

Andeyes es una aldea asturiana que pertenece al concejo de Parres (Principado de Asturias, España). Se encuentra en la población de La Vita y apenas cuenta con media docena de casas (en invierno hay en torno a 10 habitantes, y en periodos de vacaciones unos 12). Está a una altitud de 260 metros sobre el nivel del mar. Esta aldea está situada a 3 km de Arriondas.
Dentro del término de Andeyes se localiza el Cementerio Parroquial perteneciente a la Iglesia de Santo Tomás, parroquia a la que pertenecen Collía, Andeyes, Bodes, La Salgar, La Vita, Alea, y Montalea, además del Collado de Santo Tomás, y Las Coronas.
La Patrona de Andeyes es Santa Marina. En esta aldea existe una ermita en honor a su patrona al lado del río donde cada 23 de agosto se celebra una misa. Como fiesta, también cabe destacar "El Bollu" (último fin de semana de julio) y el Descenso Internacional del Sella, conocida popularmente como "La fiesta de les piragües" (el primer sábado de agosto posterior al día 2) que tienen lugar en Arriondas.